# Александру Морузі
Александру Морузі (рум. Alexandru Moruzi помер †1816, Константинополь) — господар Молдовського князівства в 1792, в 1802-1806 і 1806-1807.

## Життєпис
Александру Морузі походив із знатної фанаріотського сім'ї Мурузіс, син господаря Константина Морузі, дядько Александру Стурдзи і графині Едлінґ. Отримав чудову освіту, розмовляв шістьма мовами, окрім рідної грецької. Служив великим драгоманом у султана Селіма III. Александру Морузі був посередником на російсько-турецьких перемовинах у Яссах в 1791 році. 
19 червня 1792 взяв під варту митрополита Гавриїла (Григорія Григорійовича Бенулеску-Бодоні) і відправив під конвоєм до Константинополя, де Синод Константинопольської Церкви під головуванням Патріарха Неофіта VII позбавив його кафедри.
У нагороду за службу, в січні 1792 року, султан призначив Мурузі господарем Молдавії, а через рік — господарем Волощини. Недовге правління Александру Морузі було затьмарене епідемією бубонної чуми. Господар ввів у столиці карантин, а сам поїхав в заміський маєток Дудешть. Внаслідок інтриг при дворі султана, у 1796 році Александру Морузі був позбавлений влади, але в 1799 році йому було повернуто волоський трон.
Його указом від 28 травня 1803 року була заснована перша у Кишиневі панська школа.
Александру Морузі помер у 1816 році в своєму будинку в Стамбулі. Ходили чутки, що він був отруєний.